# Барський коледж транспорту та будівництва
Барський коледж транспорту та будівництва — державний навчальний  заклад І-ІІ рівня акредитації спеціального спрямування з підготовки молодших спеціалістів; знаходиться у місті Бар Вінницької області.

## Історія
Барський коледж транспорту та будівництва було створено у 1969 році за наказом Міністерства будівництва і експлуатації автомобільних доріг УРСР № 150 як Барський автомобільно-дорожній технікум. За рік до цього у Барський філіал Житомирського автомобільно-дорожнього на першу і єдину на той час спеціальність «Технічне обслуговування, ремонт автомобілів і двигунів» було прийнято шістдесят студентів. Невдовзі до першої спеціальності додалася друга — «Будівництво, експлуатація та ремонт автомобільних доріг і аеродромів». З 1971 року БАДТ набув ознак повноцінного середнього спеціального навчального закладу регіонального рівня.
Історичні джерела свідчать, що ідея заснування такого навчального закладу у місті Бар належить тодішньому очільникові Барського району Миколі Тарасовичу Туніку
Перші кроки становлення технікуму пройшли у складних умовах: через відсутність приміщення довелося проводити заняття у старому корпусі середньої школи № 1.
Справжнім святом для перших студентів і викладачів стало завершення будівництва навчального корпусу. Також у 70 — ті роки було споруджено п'ятиповерховий гуртожиток на 450 місць, виріс ще один навчальний корпус з просторими аудиторіями, лабораторіями, майстернями, актовою та читальною залами.
У 1982 році відкрили третю спеціальність — «Експлуатація і ремонт підйомно — транспортних, будівельних і дорожніх машин і обладнання».
Завдяки талановитим очільникам Георгієві Васильовичу Кожевникову, Володимирові Миколайовичу Вальчуку, Івану Васильовичу Луцишину було закладено підвалини для створення авторитетного, добре знаного в багатьох регіонах України навчального закладу. У 2000 році директором технікуму став Йосип Едуардович Кібітлевський, за плечима якого на той час уже було чимало років виробничого та педагогічного стажу.
У 2001 році кількість спеціальностей у технікумі збільшилась з трьох до п'яти і студентство отримало змогу опановувати знання з організації перевезень і управління на автотранспорті, землевпорядкування, а в 2014 році додалася ще й шоста — «Організація та регулювання дорожнього руху».

## Педагогічний колектив
Барський коледж транспорту та будівництва НТУ готує озброєних найсучаснішими теоретичними знаннями й практичними навичками, фізично та духовно розвинутих, національно свідомих, конкурентноспроможних на ринку праці фахівців. Реалізувати це неможливо без відповідних навчальних програм та підручників, творчої, подвижницької праці викладацького колективу, у якому є кандидати наук, викладачі — методисти вищої категорії, відмінники освіти України.

## Випускники
Випускники коледжу — відомі люди. Серед них є вчені, викладачі вищих навчальних закладів, керівники. Зокрема, Володимир Олександрович Одинець, який працював в Адміністрації Президента України; Володимир Костянтинович Присяжнюк — доктор технічних наук, професор, ректор Київського муніципального університету; Валерій Михайлович Андрухов — кандидат наук, викладач Вінницького технічного університету; Іван Карпович Бура — голова районного товариства сприяння обороні України; Олег Петрович Рекало — головний експерт Жмеринського МРЕО; Микола Васильович Голюк — головний інженер Чернівецького облшляхбуду; Юрій Вікторович Штейко — заступник начальника служби доріг у Вінницькій області.
Чимало колишніх випускників технікуму продовжили трудову діяльність у навчальному закладі викладачами, лаборантами, інструкторами, здобувши заслужену шану і авторитет тих, хто прийшов навчатися після них. Це Володимир Олександрович Данилишин, Петро Васильович Коцурак, Віктор Григорович Патлатюк, Олег Григорович Грисюк, Анатолій Васильович Черевик, Віталій Броніславович Щербатюк, Роман Юрійович Рязанцев, Вадим Михайлович Войтенко, Володимир Володимирович Леонов, Михайло Ісаакович Аншин, Володимир Анатолійович Дяченко, Роман Миколайович Сердюк, Василь Васильович Мукоїд, Оксана Федорівна Дяченко, Алла Петрівна Казакова, Віталій Болеславович Козирський, Олександр Вікторович Школьнік, Олександр Вікторович Прохоров, Євген Степанович Халупчак, Олександр Валерійович Вольтріх, Світлана Олександрівна Казьмірук, Віктор Васильович Юкало.

## Навчальна база
Загальна площа приміщень у коледжі — 14513 м², що в розрахунку на 1 студента складає 18,90 м2. Оснащення навчальних кабінетів і лабораторій відповідає переліку типового обладнання. Всі вони забезпечені як методичними, так і технічними засобами навчання і забезпечують проведення занять із використанням інформаційно-комунікаційних технологій.
Для надання якісних освітніх послуг коледж має 84 сучасних комп'ютери, периферійні пристрої: кольорові сканери, лазерні та струменеві принтери, плотер формату А1, мультимедійні проектори, ксерокси, інтерактивні дошки, 26 LCD-телевізорів з діагоналлю екрану 32" та 42" та вбудованим USB-плеєром. Діють 3 комп'ютерних класи. Створений сучасний інформаційний інтернет — центр.
Комп'ютерна мережа з виділеним сервером із підключенням до Інтернету охоплює всі комп'ютерні аудиторії. Студенти і викладачі використовують Інтернет безкоштовно, без обмежень у часі у встановлені години. Комп'ютерний центр дає можливість викладачам друкувати навчальні посібники, опорні конспекти та інші види методичного забезпечення. Центр має велику бібліотеку прикладних програм, яка постійно поповнюється завдяки доступу до мережі Інтернет.
Для організації прийому заяв від абітурієнтів, підрахунку балів сертифікатів Українського центру оцінювання якості освіти вступників, визначення їх рейтингу, звітних документів під час вступної кампанії використовується власна програмна розробка «Картотека абітурієнтів», яка інтегрована з Єдиною державною електронною базою з питань освіти.
На балансі коледжу студентський гуртожиток на 450 місць, що забезпечує потребу на 100 %. Житлові кімнати обладнані твердим і м'яким інвентарем, у кожну проведено швидкісний Інтернет; є 2 читальні зали, обладнані комп'ютерами з підключенням до локальної системи; кімнати сангігієни, душові.

## Виставка технічної творчості
У навчальному закладі працює постійно діюча виставка технічної творчості, яка є базою для занять зі студентами та профорієнтаційної роботи. В арсеналі навчальної бази двигун, ходова частина та трансмісія автомобіля «BMW 735i», V-подібна «фордівська шістка», двигуни «Fiat-Croma», «Opel-Astra», «Subaru», «Audii-А8 4.2», «Mercedes-Benz AMG — M157», «Volvo XC70», «Volvo XC90», «Audi 1.8 TFSI», «Audi 3.0 TFSI», Jaguar V6 Biturbo Diesel, Range Rover LR-V8 5.0 Supercharger, Land Rover Freelander Hardback 2.0 TD, роздавальна коробка KIA Sorento, автоматичні коробки Toyota Camry, TF80SC Volvo XC70, Ford Kuga Turbo Power Shift 6DCT450, Ford Focus 4F27E, Range Rover ZF 6HP26A, Land Rover ZF 6HP28, коробки-варіатори (CTV) NISSAN, «AUTOTRONIC» Mercedes-Benz A-Class (C/W A169), роботизовані коробки DSG Ford Focus та S-tronic AUDI A7 «Sportback quattro» тощо. Кожен вузол на цих агрегатах — у розрізах, виконаних руками студентів під керівництвом викладачів.

## Механічне відділення
У Барському коледжі транспорту та будівництва НТУ на механічному відділені здійснюється підготовка молодших спеціалістів за спеціальностями:
274 Спеціальність «Автомобільний транспорт», спеціалізація «Обслуговування та ремонт автомобілів і двигунів»;
133 Спеціальність «Галузеве машинобудування», спеціалізація «Експлуатація та ремонт підйомно-транспортних, будівельних і дорожніх машин і обладнання»;
275 Спеціальність «Транспортні технології», спеціалізація «Організація перевезень і управління на автотранспорті»;
275 Спеціальність «Транспортні технології», спеціалізація «Організація та регулювання дорожнього руху».
Всього на відділенні навчається 501 студент.
Термін навчання на основі базової середньої освіти 3 роки 10 місяців, на базі повної середньої освіти — 2 роки 10 місяців.

## Дорожнє відділення
Підготовка фахівців здійснюється на базі 9-ти класів за освітньо-кваліфікаційним рівнем молодший спеціаліст:
Спеціальність 192 «Будівництво та цивільна інженерія», спеціалізація «Будівництво, експлуатація і ремонт автомобільних доріг і аеродромів»;
Спеціальність 193 «Геодезія та землеустрій», спеціалізація «Землевпорядкування».
За час існування на відділенні підготовлено понад шість тисяч молодших спеціалістів із будівництва і експлуатації автомобільних доріг та землевпорядкування.
З часу створення (1971 р.) відділення очолювали: Царук В. М., Літинська К. Т., Федорчук В. Ю., Броновіцька Н. А. 2008 року його очолив випускник Львівського аграрного університету Фрик Михайло Петрович.
На відділенні навчається 220 студентів.
Термін навчання на основі базової середньої освіти 3 роки 10 місяців. 90,6 % студентів навчаються за державним замовленням.
Навчання спрямоване на оволодіння сучасними технологіями будівництва та ремонту автомобільних доріг; формування досконалих знань комп'ютера, зокрема, прикладних комп'ютерних програм «Компас-3D», AutoCAD, Digitals; вміння синтезувати знання та творчо застосовувати їх у вирішенні проблемних виробничих ситуацій.
За час існування відділення сформувались тісні стосунки з підприємствами, організаціями та державними службами, де студенти проходять технологічну та переддипломну практики (це відділи земельних ресурсів Вінницької та Хмельницької областей, Рівненський навчально-практичний центр Рівненського державного аграрного коледжу, ДП «Вінницький науково-дослідний та проектний інститут землеустрою», ДП «Поділля геодезкартографія», КП «Барське районне бюро технічної інвентаризації», дорожні організації міста Вінниці та Вінницької області, сусідніх Хмельницької, Чернівецької, Тернопільської областей, ТОВ "Шляхове будівництво «Альтком» тощо).
Щорічно проводяться конкурси «Кращий за професією», «Кращий геодезист», «Моя професія — дорожник», «Брейн-ринги». Студенти відділення — активні учасники науково-технічних конференцій з актуальних питань розвитку шляхової індустрії та землевпорядкування. Традиційними є конференції на теми: «Новітні технології у сільському господарстві та землевпорядкуванні», «Новітні технології у дорожньому будівництві», «Екологія у будівництві та земелевпорядкуванні» тощо.

## Навчальна і виробнича практики студентів
Навчальна практика має своєю метою поглибити і закріпити теоретичні знання студентів, виробити навички практичної і дослідницької роботи, ознайомити із сучасним обладнанням. Її проводять на молодших курсах.
Метою виробничої практики є закріплення та поглиблення теоретичних знань, отриманих студентами в процесі вивчення певного циклу теоретичних дисциплін практичних навичок, ознайомлення безпосередньо на підприємстві, в установі з виробничим процесом і технологічним циклом виробництва, відпрацювання вмінь і навичок з робітничої професії та спеціальності, а також збір фактичного матеріалу для виконання курсових та дипломних проектів, підвищення розряду робітничої професії, одержаної в період навчальної практики, або придбання нової робітничої професії із передбачених навчальним планом.
Перелік практик за спеціальностями
Спеціальність 5.08010102 «Землевпорядкування»
| Теодолітна зйомка; Нівелювання; Тахеометрична зйомка; Основи сільськогосподарського виробництва; Практика з ґрунтознавства; Фотограмметрія; Комп'ютеризація сільськогосподарського виробництва; | Набуття робітничої професії; Створення опорних мереж; Свтоматизовані зйомки територій; Рішення ситуаційних задач; Землевпорядне проектування; Виробнича технологічна практика; Виробнича переддипломна практика; |

Спеціальність 5.06010109 «Будівництво, експлуатація і ремонт автомобільних доріг і аеродромів»
| Геодезична практика; Геологічна практика; Придбання робітничої професії; | Розбивні роботи; Виробнича технологічна практика; Виробнича переддипломна практика; |

Спеціальність 5.07010102 «Організація перевезень і управління на автотранспорті»
| Практика з вантажних перевезень; Практика з пасажирських перевезень; | Виробнича технологічна практика; Виробнича переддипломна практика; |

Спеціальність 5.07010602 «Обслуговування та ремонт автомобілів і двигунів»
| Слюсарна практика; Верстатна практика; Демонтажно-монтажна практика; | Практика з технічного обслуговування і ремонту автомобілів; Виробнича технологічна практика; Виробнича переддипломна практика; |

Спеціальність 5.05050204 «Експлуатація та ремонт підйомно-транспортних, будівельних і дорожніх машин і обладнання»
| Слюсарна практика; Ковальсько-зварювальна практика; Верстатна практика; | Практика з придбання робітничої професії; Виробнича технологічна практика; Виробнича переддипломна практика; |

Спеціальність 5.07010101 «Організація та регулювання дорожнього руху»
| Демонтажно-монтажна практика; Навчальна практика; | Технологічна практика; Переддипломна практика; |

## Майстерні для виробничого та практичного навчання
Майстерні (токарна, верстатна, ковальсько-зварювальна, монтажно-демонтажна) та студентська станція технічного обслуговування автомобілів повністю забезпечують виконання програм навчальних практик.

## Спортивний комплекс
Спортивний комплекс включає в себе спортивну залу, 2 тренажерні, борцівцьку, тенісну зали, реабілітаційний центр «Здоров'я», літні спортивні майданчики, футбольне та волейбольне поля, майданчик для військової підготовки юнаків, тир. У навчальному закладі є всі необхідні споруди і обладнання для фізичного виховання і допризовної підготовки юнаків.

## Етнографічний музей «Світлиця»

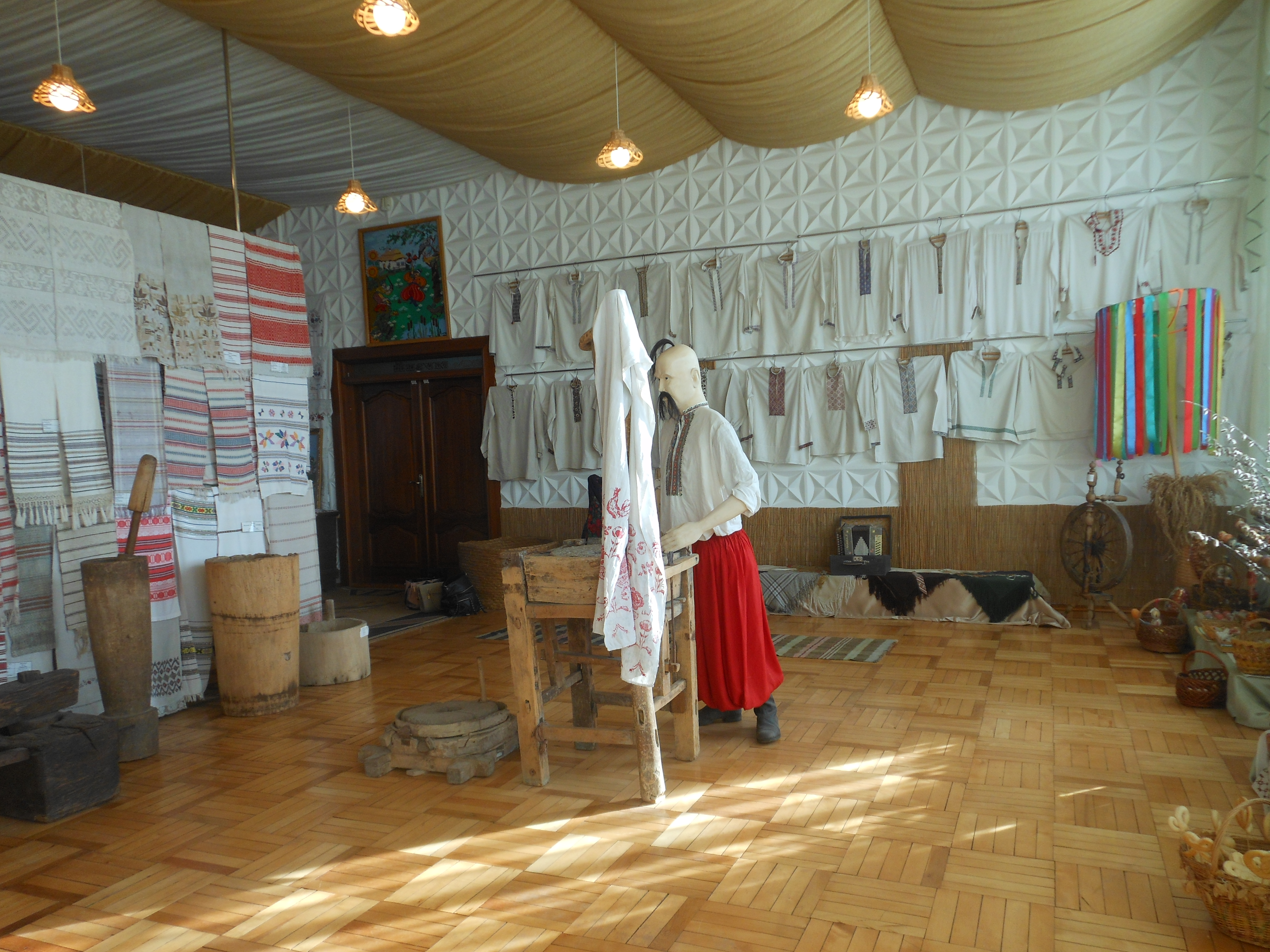

У закладі розташовано етнографічний музей «Світлиця», де зібрано предмети побуту різних регіонів України. Музей працює з 10:00 до 17:00 год щоденно. Розташований за адресою: м. Бар вул. Героїв Майдану, 7.

### Історія й експозиція
Музей відкрито 1989 року в приміщенні коледжу. Засновницею та завідувачем музею відтоді й дотепер є заступник директора з навчальної роботи, відмінник освіти України, спеціаліст вищої категорії, викладач-методист Крамар Галина Василівна.
Експонати збиралися тривалий час викладачами та студентами — вихідцями з різних регіонів України.
Експозиція музею містить предмети домашнього вжитку: посуд, мисник, ложки, гребні, праски, скрині, меблі, ліхтарі, рогач, мотовило, ступи, коцюба, рубель, старовинні рушники, сорочки, віночки, стрічки, образи, стіл і навіть стара колиска.
Найбагатшою у музеї є колекція рушників. Окремі з них датуються ХІХ століттям. Усього їх — близько 1000, з Вінницької, Хмельницької, Чернівецької, Львівської, Одеської, Миколаївської областей. Розмаїта техніка вишивання: хрестик, гладь, низь, вибивання голкою тощо.
Серед експонатів «Світлиці» — колекція чоловічих та жіночих сорочок, буденних і святошних. Найстаріші та найцінніші зразки — другої половини ХІХ ст. Серед них — довгі білі полотняні «на випуск» та поширені тепер коротші під назвою «українська сорочка» з вузенькими чи стоячими комірцями, з мережками, вишитими маніжками та кінцями рукавів. Широко представлено мистецтво вишивання чоловічих сорочок Поділля та Західної України.
Гордістю є галерея писанок. На 40 писанках, виконаних писанкаркою із селища Берегомет Чернівецької області, не повторюється жоден візерунок. Найбільша колекція подільських писанок, серед них шкрябанки, крапанки, мальованки. У музеї традиційно проводяться екскурсії для студентів коледжів, учнів шкіл, дошкільнят, гостей міста, відбувається виставка великодніх кошиків.
Загалом зібрання музею нараховує понад  3000 тисячі експонатів.

### Відзнаки
Музей відзначений Дипломом 53-ї обласної виставки образотворчого та декоративно-прикладного мистецтва 2002 року. Про музей-світлицю відомо у Польщі, Німеччині, Італії, Бельгії, Ізраїлі, США, Канаді.

## Досягнення
2008 р. — коледж визнано кращою бюджетною установою області;
2009 р. — навчальний заклад нагороджено дипломом «Флагман освіти України» за вагомий внесок у розбудову освітянського простору;
2011 р. — нагороджено срібною медаллю Другої міжнародної виставки «Сучасні навчальні заклади — 2011»;
2012 р, лютий — нагороджено срібною медаллю XV ювілейної Міжнародної виставки «Сучасна освіта в Україні — 2012»;
2012 р, березень — нагороджено золотою медаллю Третьої міжнародної виставки «Сучасні навчальні заклади — 2012»;
2013 р, березень — нагороджено золотою медаллю Четвертої міжнародної виставки «Сучасні навчальні заклади — 2013».